# New Melones Dam
Der New Melones Dam ist eine Talsperre am Stanislaus River, die diesen zum New Melones Lake aufstaut. Die Talsperre befindet sich in den Hügeln der unteren Sierra Nevada nahe bei Jamestown, 65 km östlich von Stockton im Tuolumne County in Kalifornien, USA.
Das United States Bureau of Reclamation betreibt die Talsperre. Ihr Hauptzweck ist, Wasser für Bewässerungszwecke bereitzustellen. Das Absperrbauwerk ist ein rund 190 Meter hoher gekrümmter Felsschüttdamm, der 1979 fertiggestellt wurde. Der Staudamm ist einer der 70 höchsten der Erde und der Stausee gehört zu den größten 150. Er hat ein Volumen von 2,96 Milliarden Kubikmetern.

## Wasserkraftwerk
Am Fuß der Talsperre steht ein Wasserkraftwerk mit einer Leistung von 300 Megawatt. Es hat drei vertikal stehende Francis-Turbinen und eine hydraulische Fallhöhe von 140 Metern. Das Kraftwerk kann auch bei niedriger Kapazität arbeiten und bedient den Spitzenbedarf; das bedeutet, dass es meistens zu Tageszeiten arbeitet, wenn der Strombedarf am höchsten ist.

## Kontroversen
Die Talsperre war eine der letzten, die in Kalifornien gebaut wurden, nachdem die Umweltbewegung immer stärker geworden war. Die Talsperre wurde von Gruppen wie dem Sierra Club bekämpft, ebenso von vielen einzelnen, die den Wert des Canyons des Stanislaus River für weitaus wertvoller hielten als den Stausee. Am 20. Mai 1979 drang Mark Dubois in die Talsperrenbaustelle ein und kettete sich an einen Felsblock im Flussbett an, um das United States Army Corps of Engineers daran zu hindern, das Reservoir zu füllen. Sein Protest hatte den Erfolg, dass zeitweise die Stromschnellen oberhalb der Parrott's Ferry Bridge in ihrem Bestand gesichert waren. Dennoch wurde es 1982 erlaubt, dass der Stausee bis zu seiner vollen Kapazität gefüllt werden durfte.